# 松浦正敬
松浦 正敬（まつうら まさたか、1948年（昭和23年）3月18日 - ）は、日本の政治家。元松江市長（4期、旧市時代を入れると6期目）。

## 経歴
- 1948年：島根県松江市に生まれる。
- 1966年：島根県立松江南高等学校卒業。
- 1971年：東京大学法学部卒業。鳩山邦夫とは同期。自治省入省・群馬県東京事務所配属。
- 1973年：消防庁安全救急課。
- 1976年：和歌山県土地利用対策課長[3]。
- 1978年：和歌山県総務部地方課長。
- 1980年：自治省行政局選挙部政治資金課長補佐[3]。
- 1982年：福岡県総務部人事課長。
- 1985年：宮崎市助役。
- 1988年：自治省大臣官房広報室長。
- 1990年：京都府総務部長。
- 1993年：自治省行政局振興課長。
- 1995年：国土庁地方振興局総務課長。
- 1996年：自治省行政局行政課長。
- 1997年：自治省大臣官房審議官（地方分権推進委員会事務局次長併任）。
- 2000年：自治省退職・（旧）松江市長就任（1期目）。
- 2004年：（旧）松江市長再任（2期目）。
- 2005年：新設合併による新「松江市」初代市長就任（1期目）。
- 2005年：全国市長会副会長就任（2006年退任）。
- 2009年：松江市長選挙当選（2期目）。
- 2013年：松江市長選挙当選（3期目）。
- 2017年：松江市長選挙当選（4期目）。
- 2021年：松江市長退任。
- 2022年：旭日中綬章受章[4]